# アクイロプス
アクイロプス（Aquilops）は、白亜紀前期（1億800～1億400万年前）の北米大陸に生息した角竜類恐竜の属の一つ。 模式種はアクイロプス・アメリカヌス（A. americanus）。

## 記載

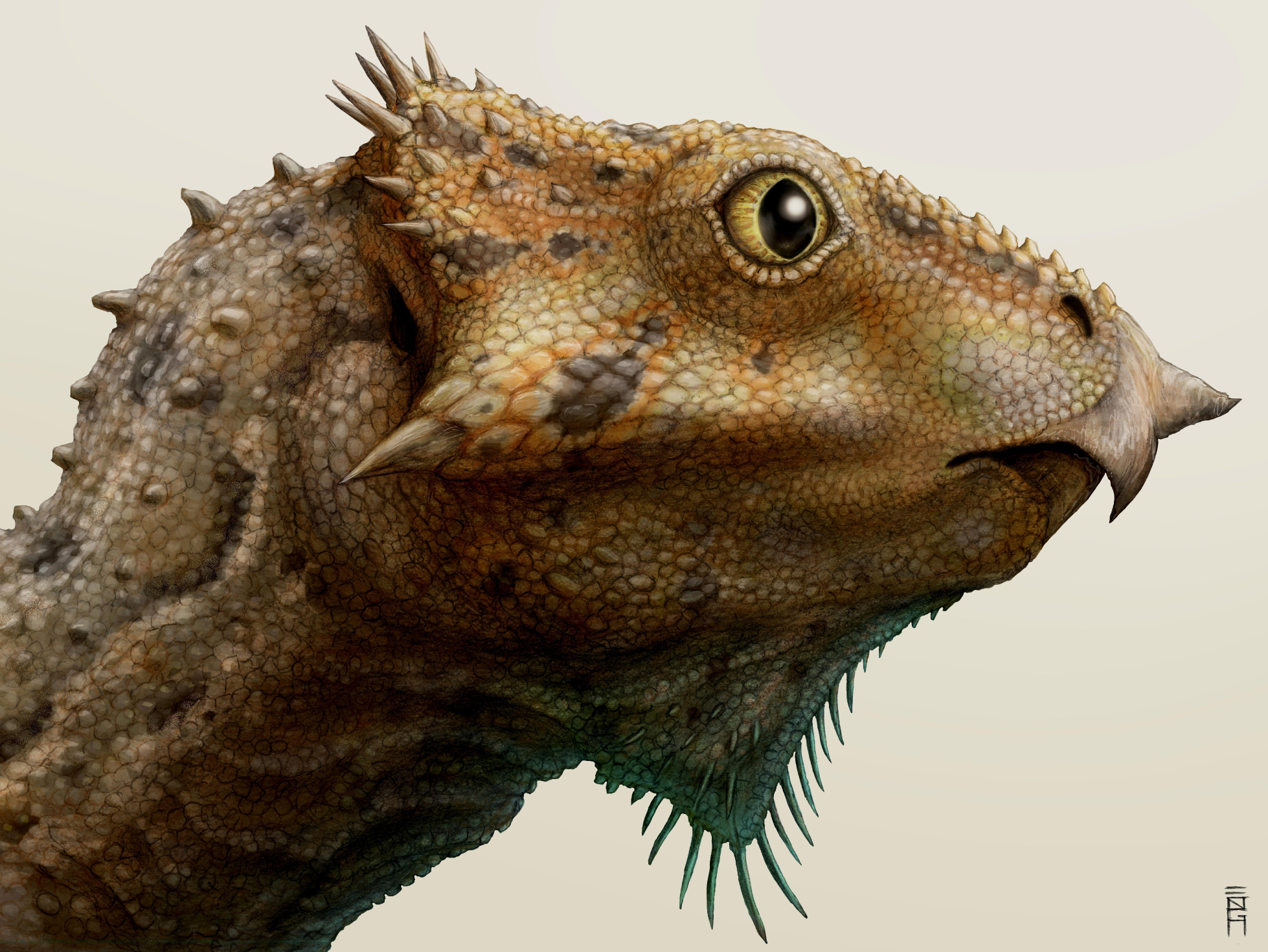
復元図

頭骨は84.2mmの長さである。このホロタイプは恐らく成熟しきった個体のものではない。近縁種と比較したところでは、この標本は成体の60%の長さであると示唆される。 Wedel はこのアクイロプスの全長を60cm、体重を1.5kgと推定した。
記載者たちはいくつかの独自の形質を提唱した。嘴の骨芯が下向きに湾曲しており、正面に瘤のあるアーチ状の隆条をもつ。上顎後部の歯列が正面視において、側面視した時の窪みの全長よりも長い。前眼窩窓の長さが高さの2倍で後ろに尖り、眼窩の下に伸びる。

## 発見と命名

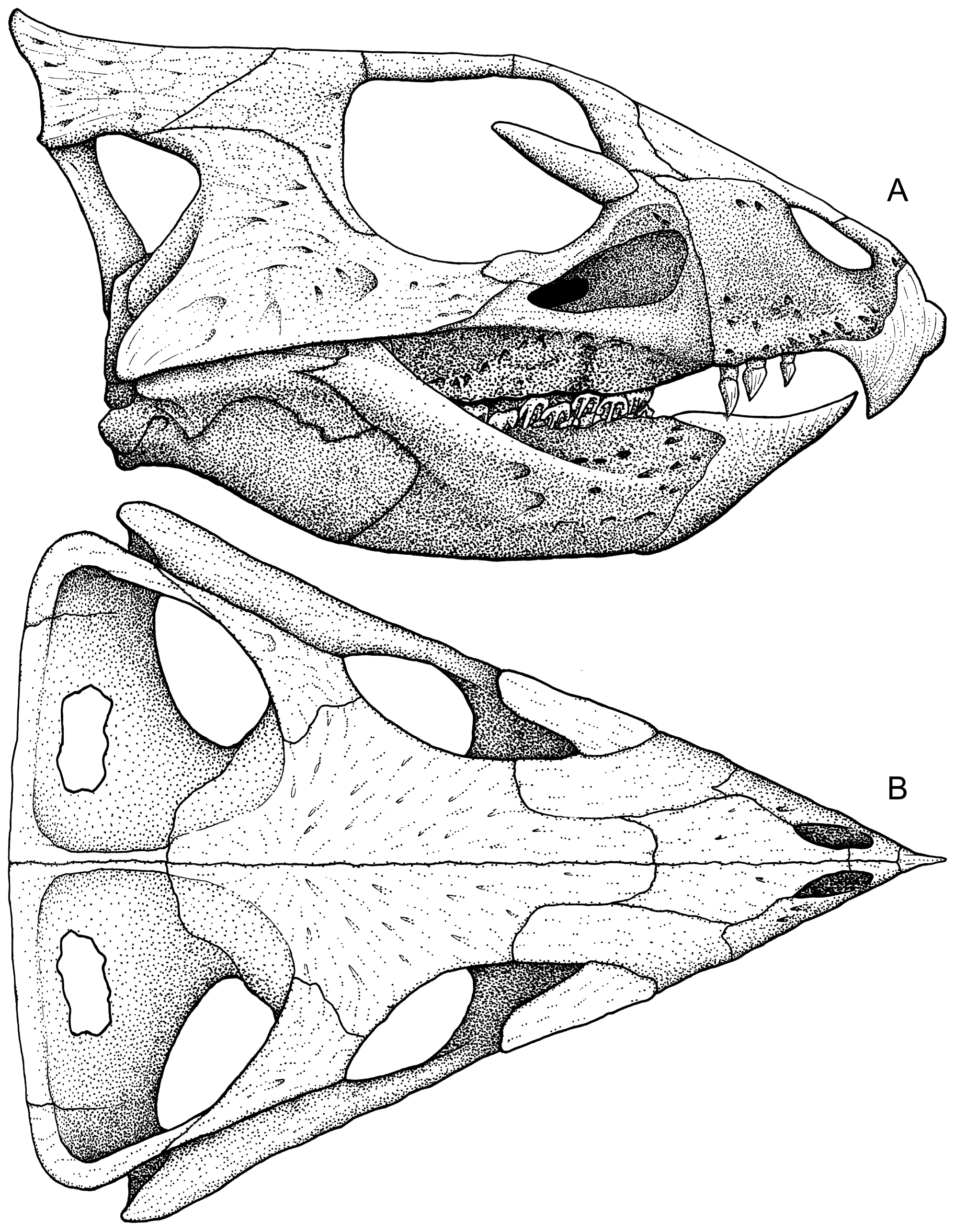
復元された頭骨

1997年、古生物学者スコット・マドセンはモンタナ州南部カーボン郡で単一の部分頭骨を発見した。その標本は補修される間、最初はゼフィロサウルスとして記載された。その後、マドセンはそれが新種であることに気づいた。
2014年、模式種アクイロプス・アメリカヌス Aquilops americanus がアンドリュー・ファルケらによって命名・記載された。属名はラテン語の  aquila（ワシ）と古代ギリシア語の ὤψ （顔）の組み合わせで、嘴状の口吻に因んでいる。種小名はアメリカ合衆国で初めて発見された非常に基盤的なネオケラトプス類であることに因む。
ホロタイプ OMNH 34557はクロバリー累層から発見された。地質年代はアルビアンである。頭骨は下顎骨を含んでおり、亜成体のものである。後頭部と口蓋は大部分が失われている 。その標本は1997年のナショナルジオグラフィックが支援した探険によって発見された。